# Varennes-sur-Amance
 Varennes-sur-Amance  es una población y comuna francesa, en la región de Champaña-Ardenas y el departamento de Alto Marne.